# Шмитт, Генрих фон
Иоганн Генрих фон Шмитт — австрийский лейтенант-фельдмаршал. Родился в 1743 в Пеште (Будапешт). Погиб в сражении у Дюрнштайна 11 ноября 1805 года.

## Военная карьера
В 1758 году поступил в инженерное училище. В 1761 году, получив чин прапорщика, продолжил службу в пехотном полку. Принял участие в семилетней войне. Отсутствие хороших карт было слишком ощутимым во время войны. В процессе службы Шмитт проявил способности к картографированию. С 1764 года на картографических работах в Богемии. В 1769 году получил звание старший лейтенант. С 1769 по 1778 год Шмитт картографировал приграничные районы с Турцией. Проявил себя храбрым и умным офицером в австро-турецкой войне 1787—1791 г.г.. В 1790 году присвоено звание подполковника . С 1791 г. — офицер генерального штаба. В 1793 году стал полковником. Под руководством Шмитта было создано около 200 карт Юго-Западной Германии. В начале 1796 года был назначен генерал-квартирмейстером в армию эрцгерцога Карла на Нижнем Рейне. В сентябре 1796 г. был произведён в генерал-майоры. В 1800 г. получил звание фельдмаршала-лейтенанта. С сентября 1800 года в отставке. После катастрофы армии Мака под Ульмом вступил в должность генерал-квартирмейстера штаба русской армии генерала Кутузова . Австрийский император Франц II рекомендовал Шмитта «как выдающегося офицера, пользующегося полным его доверием».

## План Шмитта при Дюрнштайне

### Предыстория
26 октября 1805 года, сосредоточенные на Изаре корпуса армии Наполеона, двинулись к Инну. Император Пруссии Фридрих-Вильгельм III не торопился объявлять войну Франции. Фридрих соглашался на последнее только после исчерпания дипломатических средств. Зная о таком положении дел, Наполеон спешил покончить с русскими и австрийцами до вступлении Пруссии в войну. 26 октября Кутузов решил медленно отступать от Браунау через Рид на Вельс с одной позиции на другую, избегая серьёзных столкновений, задерживая противника арьергардными боями, разрушая мосты и переправы. Русскую армию с 24-х часовым отставанием сопровождал австрийский корпус генерала Меерфельдта. Кутузов данной стратегией надеялся прикрыть Вену в ожидании подкреплений . 4 ноября Наполеон занял Линц и получил донесения о подходе к армии Кутузова второй русской армии генерала Буксгевдена. Учитывая обстановку, Наполеон решил укрепить свой левый фланг со стороны Богемии, как ранее прикрыл правый в Тироле корпусами Нея и Ожеро. С этой целью, дивизии Газана и драгунская Клейна были переправлены у Линца на лодках на левый берег Дуная. Они образовали «ядро» нового корпуса маршала Мортье. С целью пополнения корпуса, из Пассау выдвинулись две дивизии Дюпона и Дюмонсо, которые шли следом за основными силами маршала. Мортье должен был двигаться по левому берегу Дуная на восток синхронно с движением корпуса маршала Ланна, который двигался по правому берегу. Причём корпус Мортье должен был идти отставая от корпуса Ланна, как бы «уступом», постоянно посылая вперёд конную разведку. 9 ноября армия Наполеона заняла Мельке. Мюрат двигался по дороге к Вене, миновав Санкт-Пельтен . Основная часть корпуса Мортье на левом берегу Дуная втянулась в дефиле обрамлённому с одной стороны Дунаем, с другой «невысокими, но крутыми» горами Бёмервальда. Дорога во многих местах была столь узка, что «едва допускала разъезд двух повозок». В других расширялась, образуя ровные места с виноградниками. Тем временем, корпуса армии Кутузова переправились через Дунай по мосту соединявший Маутерн со Штейном и Кремсом. Мост был сожжён. Задержка ещё на сутки на правом берегу Дуная отрезала бы русским путь к отступлению. Донесение о переправе Кутузова поставила Наполеона в затруднительное положение : «искусный манёвр неожиданно изменил обстановку». Наполеон понял угрозу, нависшую над корпусом Мортье. Положение оказалось «критическим» : корпус был отдалён от основных сил. Дивизии корпуса следовали на большом расстоянии одна от другой. Наполеон приказал приостановить движение армии к Вене : Мюрат готов был вступить в Вену, увлекая корпуса Ланна и Сульта. Наполеон сделал выговор Мюрату, упрекнув в «ветрености» . «Вы увлеклись славою вступить в Вену… теперь русские сделают, что захотят с корпусом Мортье» . Наполеон дал указание приготовить для переправы через Дунай все суда дунайской флотилии. Принятые меры могли только смягчить, но не устранить катастрофу. Кутузов знал, что корпус Мортье находился в изолированном положении при неполном составе . Он ничем не рисковал при попытке окружить и разбить его. Для разработки плана окружения французов Кутузов привлёк австрийского генерала Шмитта, который отлично знал местность.

### План и его реализация
Шмитт предложил обойти и отрезать войска Мортье ударом через горы . С целью осуществления замысла, были сформированы две группы: Милорадовича и Дохтурова.
Группа генерала Милорадовича в составе 6 батальонов и 2 эскадронов должна была вести фронтальную атаку войск Мортье и связать их. Группа генерала Дохтурова в составе 21 батальона и 2 эскадронов должна была под общим руководством генерала Шмидта  ударом через горы выйти в тыл французам осуществить окружение войск Мортье. 11 ноября к 2 часам группа должна была сосредоточиться у Эгельзее (см. карту «Бой при Дюренштайне» . Группа разбивалась на три колонны  :
1-я колонна генерала Гергарда выдвигалась «для атаки Мортье во фланг через Шейбенгоф к старому замку» севернее Дюренштайна;
2-я колонна генерала Дохтурова должна была "наступать также к Шейбенгофу, затем повернуть по долине к Вадштейну для удара в тыл французам;
3-я колонна Шмитта выдвигалась «на Реш, с тем чтобы выйти к вершине образуемого Дунаем угла и задержать там Дюпона».
5 батальонов под командованием генерала Штрика остались в резерве у Эгельзее.
Выдвижение колонн из Эгельзее состоялось в 5 часов. Шмитт рассчитывал достичь «образуемого Дунаем угла» к 7 часам. Однако, этого не случилось. Две другие колонны также шли с задержкой. В 8 часов Мортье из Уттер-Лойбен выдвинулся в сторону Кремса, вступил в боестолкновение с батальонами Милорадовича и отбросил их к Штейну. Мортье принял их за арьергард русских. Кутузов направил Милорадовичу несколько батальонов подкрепления. Мортье понял, что перед ним находятся основные силы русской армии и начал отступление к Дюрнштайну. В то же самое время, батальоны Штрика, которые находились в резерве у Эгельзее, первыми прибыли к дефиле и ударили в левый фланг Мортье у местечка Унтер-Лойбен. Завязался жаркий, кровопролитный бой . В разгар боя к Дюрнштайну прибыли батальоны генерала Дохтурова, потеряв в дороге артиллерию. Мортье оказался «между двух огней». Однако, не растерялся, медленно отступая к Дюрнштайну, он умело руководил боем как в голове колонны, так и в её хвосте.
Шмитт не успел заблокировать движение дивизии Дюпона. Последний подоспел на помощь Мортье и ударил двумя полками в тыл батальонам Дохтурова. Третий полк дивизии Дюпона вёл ожесточённый бой с 3-й колонной генерала Шмитта, которая только что дебушировалась со склона гор. Мортье усилил давление на батальоны Дохтурова. К 9 часам вечера в городе в темноте на склонах гор шли ожесточённые бои. Наконец Дохтуров уступил и пропустил остатки корпуса Мортье. Так завершилось кровопролитное «побоище», стоившее жизни генералу Шмитту.